# Mourecotelles plantaris
Mourecotelles plantaris là một loài Hymenoptera trong họ Colletidae. Loài này được Vachal mô tả khoa học năm 1909.